# Empires
Empires (englisch für Weltreiche) ist ein englischsprachiger Popsong, mit dem die polnische Sängerin Alicja Szemplińska die Show Szansa na Sukces Eurowizja 2020 gewann. Mit dem Titel hätte Polen am Eurovision Song Contest 2020 in Rotterdam teilgenommen.

## Hintergrund und Produktion
Szemplińska nahm am 9. Februar 2020 im zweiten Halbfinale der Show Szansa na Sukces Eurowizja 2020 teil, aus welchem sie sich für das am 23. Februar stattfindende Finale qualifizieren konnte. Dieses gewann sie vor Albert Černý und Kasia Dereń mit der jeweiligen Höchstpunktzahl von Jury und Zuschauern.
Die Text wurde von einem Team bestehend aus Patryk Kumor, Dominic Buczkowski-Wojtaszek, Laurell Barker und Frazer Mac geschrieben. Sie komponierten zusammen mit Reece Pullinger und Maria Broberg die Musik. Kumor und Buczkowski-Wojtaszek produzierten außerdem den Titel. Das Mastering und die Abmischung erfolgte durch Marcin Szwajcer.
Das Musikvideo, unter Regie von Dawid Ziemba, wurde im März 2020 veröffentlicht.

## Musik und Text
Das Intro ist instrumentiert mit Klavierbegleitung und einem Violinsolo, ehe die Sängerin die erste Strophe singt. Diese ist mit Streichern unterlegt, welche in der dritten Zeile kurzzeitig zu einem Pizzicato wechseln und im Pre-Chorus zu einem Non legato. Beginnend zum Refrain setzt das Schlagzeug ein, dessen Einsatz in der zweiten Strophe wieder stark reduziert wird. Die zweite Wiederholung des Refrain leitet in die Bridge über, in der nach den ersten drei Zeilen die Instrumentierung deutlich reduziert wird und wie anfangs nur aus Klavier und Streichersolo besteht. Das Outro besteht aus zwei Zeilen, in dem die Dynamik bis zu einer kurzen Pause stark ansteigt und mit dem letzten gesungenen Wort aufgelöst wird (vgl. „Drop“).
Die Sängerin nimmt in dem Lied laut eigenen Aussagen Bezug auf die Erde und wie diese vom Menschen behandelt werde. Es gehe um Zerstörung und Besessenheit, wenn Menschen Weltreiche erschaffen, jedoch vergessen sie, was wirklich wichtig sei. Sie spricht außerdem von einem ewigen Kreislauf aus Aufbau und Zerstörung und mit der Frage, warum sich dieser ständig wiederhole. Es sei an der Zeit, innezuhalten und zu lernen.

## Beim Eurovision Song Contest
Polen hätte im zweiten Halbfinale des Eurovision Song Contest 2020 mit diesem Lied auftreten sollen. Aufgrund der fortschreitenden COVID-19-Pandemie wurde der Wettbewerb jedoch abgesagt.

## Rezeption
Der Song wurde von Kritikern vielfach mit einem James-Bond-Titellied verglichen. Laut Irving Wolther entspreche der Titel „in Aufbau und Anmutung einem typischen James-Bond-Titelsong“. Laut Wiwibloggs sei der Titel nicht der einzigartigste, jedoch sei der Songtext heutzutage sehr wichtig. Die Stimme der Interpretin wurde positiv bewertet, aber es zeigten sich im Liveauftritt leichte Schwächen. Zu einem ähnlichen Ergebnis kam auch die Fanseite Eurovisionary, welche in Bezug auf das Thema des Liedes einen Zusammenhang zur COVID-19-Pandemie sieht. ESCXtra bewertete deutlich schlechter. Nicht nur die Vorentscheidung wurde kritisiert, sondern auch der Titel, der ohne die ausdrucksstarke Sängerin nur mittelmäßig sei.
Die Musikkritikerin Elżbieta Zapendowska steht dem Lied grundsätzlich positiv gegenüber, merkte aber auch an, dass sie es für weniger einzigartig halte. Auch sei sie der Ansicht, dass die beiden anderen Interpreten in der Vorentscheidung sauberer gesungen haben.

## Veröffentlichung
Der Titel wurde am 23. Februar 2020 als Musikstream veröffentlicht.

## Auftritt beim JESC
Beim Junior Eurovision Song Contest 2020 in Warschau durfte Szemplińska ihren Titel Empires als Interval-Act vortragen. Beim Auftritt wurde sie von Tänzerin Ida Nowakowska-Herndon unterstützt, die auch den JESC moderierte.